# Língua gija
Kija (também Gija, Kitja, Gidja) é uma língua aborígene australiana hoje falada por cerca de 100 pessoas, a maioria das quais vive na região de Halls Creek a Kununurra e oeste das estações Lansdowne e Tableland na Austrália Ocidental. É membro da família de línguas Jarragan, uma família não-Pama-Nyungan nos Kimberleys do leste. A mina de diamantes Argyle, no canto sudoeste do lago Argyle, fica nas fronteiras do povo Gija e do país Miriwoong. O Parque Nacional Purnululu (pronunciado como 'Boornoolooloo') ou Bungle Bungle fica principalmente no país Gija.
Kuluwarrang e Walgi podem ter sido dialetos.